# Socialistický závazek
Socialistický závazek byl v období komunistického režimu v Československé republice (1948–1989) slib jednotlivce nebo nějakého kolektivu (též se používal pojem „sdružený socialistický závazek“) splnit nějaký úkol nad rámec původně stanovené pracovní povinnosti. Důvodem pro takový závazek měla být vysoká míra jeho důležitosti. Byl součástí tzv. socialistického soutěžení. Nástroj vycházel z definice socialistické ideologie, měl za cíl vytvořit na dělníka nebo kolektiv psychologický tlak a dále jej vychovávat.

## Realizace
V praxi byly závazky přijímány například při výstavbě některých objektů, jakými byly Národní muzeum nebo třeba v 80. letech 20. století budovaný trnavský kulturní dům. Mohly mít i podobu smluvní. Realizovány byly ale i v průmyslové výrobě, a to tak, aby bylo možné dodržovat stanovené termíny, zvyšovat kvalitu nebo výrobu. Nemuselo se jednat ani o zvýšení objemu prací, ale také o její zrychlení, efektivizaci apod.
Snaha, aby závazek uzavíralo co nejvíce lidí, resp. podniků a kolektivů vedl k jejich postupné formalizovanosti, vyprázdněnosti a stanovování cílů v podobě zcela běžných, nikoliv mimořádných věcí.  Tuto skutečnost často vedení Komunistické strany Československa na svých setkáních kritizovalo.

## Podoba
Socialistické závazky byly oficiálně dobrovolné, přijímány byly nicméně z popudu KSČ, většinou při příležitosti různých historických výročí. Nejvíce byly rozšířené v 50. letech 20. století. Závazky byly přijímány na úrovni celých podniků a odtud dále rozpracovávány na nižší úrovně mezi jednotlivé kolektivy. Kromě toho existovaly i tzv. socialistické závazky patronátní, kdy jeden podnik pomáhal se splněním cílů podniku jinému.